# فرودگاه کاتیما مولیلو
فرودگاه کاتیما مولیلو (به انگلیسی: Katima Mulilo Airport) (به زبان بومی: Mpacha Airport) یک فرودگاه همگانی با کد یاتا MPA است که یک باند فرود آسفالت دارد و طول باند آن ۲۲۹۲ متر است. این فرودگاه در کشور نامیبیا قرار دارد و در ارتفاع ۹۵۸ متری از سطح دریا واقع شده است.

## شرکت‌های هواپیمایی و مقصدهای پروازی
| شرکت‌های هواپیمایی | مقصدهای پروازی |
| ----------------- | -------------- |
| ایر نامیبیا       | راندا، اروس    |